# Elkin Soto
Elkin Soto, né le 4 août 1980 à Manizales (Colombie), était un footballeur colombien, qui évoluait au poste de milieu de terrain au FSV Mayence 05. Au cours de sa carrière il a évolué au Once Caldas et à Barcelona SC ainsi qu'en équipe de Colombie.
Soto marque six buts lors de ses seize sélections avec l'équipe de Colombie depuis 2004. Il participe à la Copa América en 2011 avec l'équipe de Colombie.

## Carrière de joueur

### Palmarès

#### En équipe nationale
- 16 sélections et 6 buts avec l'équipe de Colombie depuis 2004

#### Avec Once Caldas
- Vainqueur de la Copa Libertadores en 2004
- Vainqueur du Championnat de Colombie en 2003 (Tournoi d'ouverture)